# Beate Fassnacht
Beate Fassnacht (* 1962 in Konstanz, andere Schreibweise Beate Faßnacht) ist eine deutsche Bühnen- und Kostümbildnerin sowie Dramatikerin.
Beate Fassnacht machte eine Lehre als Schriftsetzerin und arbeitete dann erst als Assistentin und dann als freie Bühnen- und Kostümbildnerin am Stadttheater Konstanz unter dessen Intendanten Ulrich Khuon. Als Ausstatterin arbeitete sie auch für anderer Häuser, unter anderem für das Staatstheater Stuttgart, das Theater am Neumarkt in Zürich sowie für das Schauspielhaus Zürich. Am Theater Basel war sie für die Ausstattung der Stücke „the killer in me is the killer in you my love“, „Besuch“ und „angst“ verantwortlich.

## Werke
- sofort heiraten (Uraufführung: Theater Würzburg, 2007), nominiert bei den 1. St. Galler Autorentage
- Die Brust von der Frau aus Chur (Uraufführung: Theater Basel, 2008)
- Tamara bleibt (Uraufführung: probebühne Osnabrück, 2018)